# Reignac-sur-Indre
Reignac-sur-Indre är en kommun i departementet Indre-et-Loire i regionen Centre-Val de Loire i de centrala delarna av Frankrike. Kommunen ligger i kantonen Loches som tillhör arrondissementet Loches. År 2022 hade Reignac-sur-Indre 1 309 invånare.

## Befolkningsutveckling
Antalet invånare i kommunen Reignac-sur-Indre
Referens:INSEE